# (37883) 1998 FA51
1998 FA51 (asteroide 37883) é um asteroide da cintura principal. Possui uma excentricidade de 0.08592940 e uma inclinação de 15.07051º.
Este asteroide foi descoberto no dia 20 de março de 1998 por LINEAR em Socorro.